# غراهام بيل (مغني)
غراهام بيل (بالإنجليزية: Graham Bell)‏ هو مغني بريطاني، ولد في 17 أبريل 1948 في Blyth, Northumberland ‏ في المملكة المتحدة، وتوفي في 2 مايو 2008 في لندن في المملكة المتحدة.

## وصلات خارجية
- غراهام بيل على موقع ميوزك برينز (الإنجليزية)
- غراهام بيل على موقع أول ميوزيك (الإنجليزية)
- غراهام بيل على موقع ديسكوغز (الإنجليزية)